# منطقة مضاءة

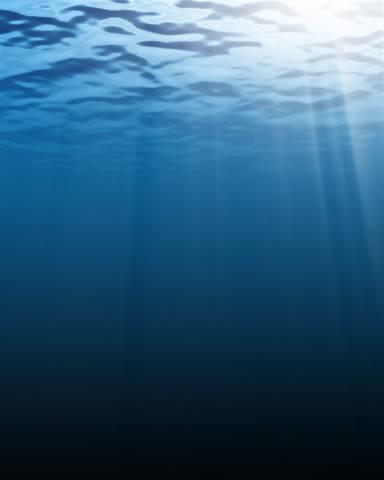

المنطقة المضاء تقع مباشرة تحت منطقة البحر المفتوح، و هي الطبقة العليا من المياه التي تدخلها الأشعة الشمسية بتركيزات كافية لأغراض التمثيل الضوئي، حيث تجد سلاسل غذائية مائية مكونة من الهوائم النباتية والحيوانية والأسماك الصغيرة مثل سمك الهيرنج والسردين (Sardiens) وهي تعيش بالقرب من سطح المياه . كما نجد أيضاً الأسماك الأكبر مثل سمك التونا وسمك السيف التي تتغذى على هذه الأسماك الصغيرة.